# Latarnia morska Chicken Rock
Latarnia morska Chicken Rock – zbudowana w latach 1869–1875 przez Davida Stevensona oraz Thomasa Stevensona dla Northern Lighthouse Board. Położona jest na rafie oddalonej o parę kilometrów od południowego krańca wyspy Chicken Rock. Najbliższym miastem jest Port Saint Mary na Wyspie Man.
W 1968 roku został zautomatyzowany nautofon, który działał nieprzerwanie do czerwca 2005 roku.
W 1961 roku latarnia została zautomatyzowana i jest sterowana z centrum w Edynburgu.